# Țîbli, Pereiaslav-Hmelnițki
Țîbli (în ucraineană Циблі) este o comună în raionul Pereiaslav-Hmelnițki, regiunea Kiev, Ucraina, formată numai din satul de reședință.

## Demografie
Componența lingvistică a comunei Țîbli
     Ucraineană (95,6%)
     Rusă (4,2%)
Conform recensământului din 2001, majoritatea populației comunei Țîbli era vorbitoare de ucraineană (95,6%), existând în minoritate și vorbitori de rusă (4,2%).